# Águas de Oxalá
As águas de Oxalá é uma festa anual em homenagem a Oxalá, no Ilê Axé Opô Afonjá. É descrita sem detalhes por Mestre Didi: 
Na quinta-feira à noite, antes de se iniciarem os preceitos desta cerimônia, das 19 horas até à meia-noite, todos os filhos da casa devem fazer um bori. Em muitas casas essa obrigação tem sido substituída por um obi, para poderem carregar as águas.
Depois desse Bori ou obi, [os filhos da casa] recolhem-se, até que são acordados, antes do nascer do sol pela Ialorixá ou pelo Babalorixá para iniciarem o preceito das águas.
Os filhos do axé, trajados de branco, saem em silêncio do terreiro, em procissão, carregando potes e moringas, tendo à frente a Ialorixá tocando o seu ajá.
No tempo de Mãe Senhora, dirigiam-se para uma fonte chamada Riacho, que fica ao lado da Lagoa da Vovó, nessa roça de São Gonçalo do Retiro. Hoje, essa obrigação é feita dentro do próprio terreiro.
Trata-se de um ato de respeito, um pedido de perdão pelas injustiças ocorridas com Oxalá em sua visita ao Reino de seu filho Xangô (Ver a lenda da viagem de Oxalá ao reino de Xangô, em Airá).
Na parte externa, é feita uma caminhada pelas ruas de Salvador até Igreja do Senhor do Bonfim. Esta grande homenagem é iniciada através de vários rituais iniciados no ano anterior e concretizados no mês de janeiro através da lavagem das escadas da igreja, em homenagem ao Pai Oxalá, chamada de Lavagem do Bonfim.
Não se pode esquecer que a lavagem das escadarias é um ritual criado pelo sincretismo religioso, forçosamente adotado pelos escravos para ocultar seus orixás dos senhores e que Oxalá nada tem a ver com Jesus Cristo, sendo então duas divindades de religiões distintas.